# 萨勒蒙日斯卡尔
萨勒蒙日斯卡尔（法語：Salles-Mongiscard，法語發音：[sal mɔ̃ʒiskaʁ]）是法国大西洋比利牛斯省的一个市镇，属于波城区。

## 地理
萨勒蒙日斯卡尔（43°29'51"N, 0°50'8"W）面积5.84 平方千米，位于法国新阿基坦大区大西洋比利牛斯省，该省份为法国东南部省份，涵盖了贝阿恩与北巴斯克，西临大西洋比斯開灣，北至朗德省，东北接热尔省，东临上比利牛斯省，南与西班牙接壤。
与萨勒蒙日斯卡尔接壤的市镇（或旧市镇、城区）包括：巴奇德贝阿恩、贝朗克斯、洛皮塔勒多里永、拉讷普拉、奥尔泰兹、萨利斯德贝阿恩。
萨勒蒙日斯卡尔的时区为UTC+01:00、UTC+02:00（夏令时）。

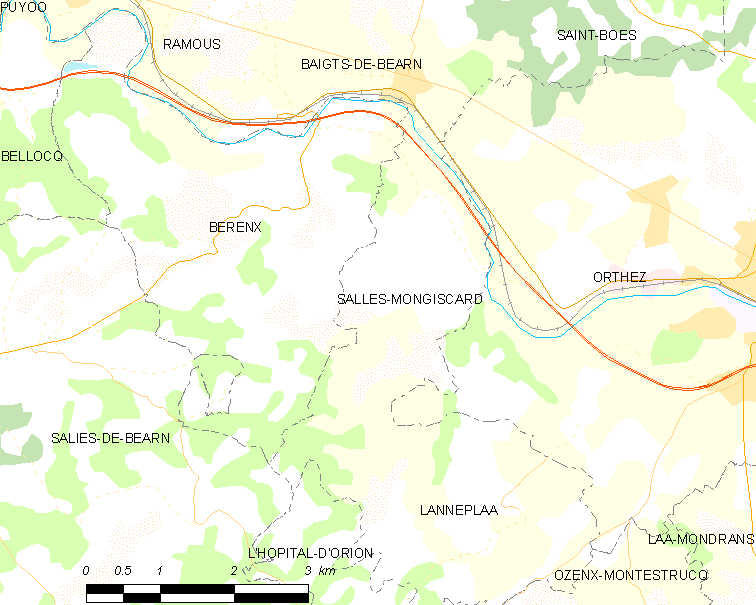
萨勒蒙日斯卡尔的OSM定位图

## 行政
萨勒蒙日斯卡尔的邮政编码为64300，INSEE市镇编码为64500。

## 政治
萨勒蒙日斯卡尔所属的省级选区为奥尔泰兹-激流与盐之地县。

## 交通
大西洋比利牛斯省省道D29线经过萨勒蒙日斯卡尔的东北部。

## 人口

1962-2008年间萨勒蒙日斯卡尔人口变化图示

萨勒蒙日斯卡尔于2022年1月1日时的人口数量为312人。